# 柯蓝 (作家)
柯蓝（1920年1月13日—2006年12月11日），笔名亚一、木人，原名唐一正，男，湖南长沙人，中国近代记者、编辑、作家。毕业于湖南第一师范学院。

## 生平
1920年1月13日，柯蓝出生在湖南省长沙市。
1936年，柯蓝在湖南第一师范学院毕业后，前往延安，从此走上文学创作。

## 社会兼职
- 中国作家协会全国委员会荣誉委员
- 北京《求是》杂志社编审
- 中国散文诗学会会长
- 《（香港）中国散文诗》杂志社社长兼总编

## 作品

### 小说
- 《红旗呼啦啦飘》

### 剧本
- 《铁窗烈火》

### 散文
- 《深谷回声》

### 散文诗
- 《早霞短笛》

## 奖项
《铁窗烈火》荣获第一届电影百花奖。
散文《深谷回声》被改编成1984年电影《黄土地》。